# Ralph Keyes
Ralph Keyes (Cork, 1º marzo 1961) è un ex rugbista a 15 e giornalista irlandese, in carriera attivo nel ruolo di mediano d'apertura e miglior marcatore alla Coppa del Mondo di rugby 1991.
Dopo il ritiro è divenuto commentatore sportivo per varie testate giornalistiche.

## Biografia
Figlio di Michael Keyes, dirigente di lungo corso del Cork Constitution, Ralph Keyes crebbe nel club biancoceleste nella cui prima squadra esordì nel 1982 vincendo alla sua prima stagione la Coppa del Munster.
Assurto alla notorietà nazionale, a metà anni ottanta fu preso in considerazione per rappresentare l'Irlanda, anche se il ruolo di titolare era di Paul Dean.: a causa di un infortunio di quest'ultimo. fu chiamato in nazionale ed esordì il 1º marzo 1986, giorno del suo venticinquesimo compleanno, contro l'Inghilterra nel Cinque Nazioni di quell'anno; successivamente dovette attendere altri cinque anni prima di tornare in squadra.
La vittoria nel neoistituito campionato irlandese. riportò Keyes all'attenzione dello staff tecnico della nazionale, nella quale fu convocato in occasione della Coppa del Mondo 1991.
Con l'Irlanda giunta ai quarti di finale, Keyes si mise in luce come miglior realizzatore di quell'edizione del mondiale con 68 punti.
Un anno più tardi, dopo la delusione del Cinque Nazioni concluso con il whitewash, decise di lasciare il rugby giocato. con una carriera internazionale di 8 incontri e 94 punti.
Dopo la fine della carriera sportiva è divenuto commentatore di rugby e ha lavorato per varie testate televisive e cartacee.

## Palmarès
- All-Ireland League: 1
Cork Constitution: 1990-91